# Horror On the Spider Island
Horror On the Spider Island, även känd som Horrors of Spider Island och Body in the Web (originaltitel: Ein Toter hing im Netz, "Ett lik hängde i nätet") är en västtysk långfilm från 1960 som regisserades av Fritz Böttger.
Den svenska titeln i Finland är Död man i nätet.

## Handling
Ett flygplan kraschlandar och de överlevande hamnar på en öde ö. Som om det inte skulle vara nog, så blir en av dem biten av en radioaktiv spindel och förvandlas till ett monster som försöker att strypa alla han ser.

## Om filmen
Filmen refuserades i Storbritannien och fick inte visas på bio där. En oklippt version av filmen släpptes på DVD där först år 2010.
I USA hade filmen premiär år 1962. Filmen blev barnförbjuden där och fick först den engelska titeln It's Hot in Paradise. Tre år senare släpptes filmen på nytt i USA, men då hade vissa scener klippts bort och titeln ändrats till Horrors of Spider Island.

## Rollista i urval
- Alexander D'Arcy – Gary Webster
- Rainer Brandt – Bobby
- Walter Faber – Mike Blackwood
- Helga Franck – Georgia
- Harald Maresch – Joe
- Helga Neuner – Ann
- Dorothee Parker – Gladys
- Gerry Sammer – May
- Eva Schauland – Nelly
- Helma Vandenberg – Kate
- Barbara Valentin – Babs
- Elfie Wagner – Linda